# 정동면
정동면(正東面)은 대한민국 경상남도 사천시의 면이다. 정동면은 제8대 고려 현종 순(詢)이 어린 시절을 보냈던 역사의 고장이며, 면 중심부는 수정같이 맑은 사천강이 유유히 흐르고, 동부는 비옥한 토지에 단감과 배, 미맥, 축산을 위주로 한 농촌 지역이며, 서부는 사천읍과 인접하여 전체 인구(12,203명)의 70%를 차지하는 아파트 밀집지역으로 도농복합형 도시이다.

## 연혁
조선 초기까지 사천현의 읍기인 치소가 있었음을 나타내는 상주내면과 동면을 사천읍의 동쪽에 위치한다 하여 읍동면이라 하였고, 그 후 행정구역 명칭 변경시 정동면이라 고쳐 오늘에 이르고 있다. 고읍은 고려시대부터 조선초기까지 읍기(관청이 있는 곳)가 있던 곳이었다가 세종 연간에 사천읍성을 쌓고 읍기를 천도해 감으로 ‘구읍’ 또는 ‘고읍촌’으로 불렀다 읍이 없어진후 면소재지가 되었다가 1920년 사천 고성간 도로가 개통되어 1934년 면소를 대곡리숲으로 이전하였다.

## 행정 구역
- 고읍리(古邑里)
- 예수리(禮樹里)
- 화암리(化岩里)
- 풍정리(豊井里)
- 수청리(洙淸里)
- 대곡리(大谷里)
- 장산리(獐山里)
- 감곡리(甘谷里)
- 학촌리(鶴村里)
- 소곡리(所谷里)

## 교육
- 정동초등학교
- 동성초등학교
- 사천여자중학교
- 경남자영고등학교